# 世界红卍字会东北主会
世界红卍字会东北主会，

## 历史
1922年6月24日，红卍字会在沈阳开设分会，会长为曾任张作霖政权秘书长、教育厅长等要职的谈道桓。张海鹏、馬龍潭、熊希齡、许兰洲等也助力甚多。据日本关东厅警务局1923年5月调查，不到一年，东北三省红卍字会增加到8处，具体是：辽宁省3(昌图、榆政、沈阳)，吉林省3(吉林市、长林、滨江)，黑龙江省2(卜奎、绥化)。截至九一八事变，沈阳、大连、营口、铁岭、长春、安东、锦州、哈尔滨、吉林等20多个地方都有红卍字会分会。1932年3月，在纪念满州国成立和红卍字会成立十周年会上，东北红卍字会在新京(长春)召开“全满红卍字会代表大会”，宣布与北京总会和济南母院断绝关系。1933年满州国总道院世界红卍字会满州国总会正式成立。1935年12月5日，满洲国成立三年时，东北红卍字会再次申言：“对于国内外其他卍会，概处同等地位，脱离以往连带关系，不受何种限制与往来交际。”1942年“满州国”建国十周年庆祝祈祷大会上，8月13日、14日的坛训上都出现讴歌满洲国和大东亚战争的文字。日本投降后，1946年东北红卍字会重组成立世界红卍字会东北临时办事处。